# Rattus tanezumi
Rattus tanezumi es una especie de roedor de la familia Muridae.

## Distribución geográfica
Se encuentra en Afganistán, Bangladés, Camboya, China, Islas Cocos, Fiyi, India, Indonesia, Japón, Corea del Norte, Corea del Sur, Laos, Malasia, Birmania, Nepal, Pakistán, Filipinas, Taiwán, Tailandia, y Vietnam.